# 形声
形声（けいせい、形聲）とは、漢字の造字法を表す六書（りくしょ）の一つである。象声、諧声ともいう。

## 構成
事物の類型を表す記号（意符）と発音を表す記号（音符）を組み合わせて新しい字を作る。なお、発音とは単語の発音であり、文字の誕生以前に単語は存在した。形声によって作られた漢字を形声文字（けいせいもじ）という。漢字の 90% 以上が形声文字である。
例えば「江」（コウ）、「河」（カ）は、左側の「氵」（さんずい）が意符で、水を表し、右側の「工」や「可」が音符で、単語の発音を表す。なお、主要な意符は漢和辞典などで部首に選ばれることが多い。
しかしながらまったくの表音文字とは異なり、ある程度は意味に関連がある場合もある、と考える者もある。例えば「晴」は「青」を音符とし、「日」を意符とするが、「青」は晴れた空の青さを意味し、「清」は「氵」を意符とするが、「青」は清い海の青さを意味する、といった類である。しかし文字とは単語を表すために生まれたものであり、文字誕生以前にその文字が表す単語は存在していたのだから、この考えは成り立たない。本質的に漢字は形のみを有し、いわゆる漢字が持つ音や意味というのは、理解の便宜上の概念に過ぎない。漢字の意味とはすなわち漢字の表す単語の意味であり、字形が表す意味など存在しない。これが文字と単なる記号との違いである。このような説明のできる形声文字というのは形声文字の総数に対し極わずかであり、音符が関連する意味を持つように思えるのは単なる偶然である。
宋代以降、音符のほうに意味を区別する語源があるのだとする右文説が唱えられたが、これは語源と字源とを混同したものである。

## 類型

### 左が意符、右が音符
極めて多い。
|      |    | 音符 | 音符 | 音符 |
| 右   | 可 | 申   |      |      |
| ---- | -- | ---- | ---- | ---- |
| 意符 | 亻 | 佑   | 何   | 伸   |
| 意符 | 口 |      | 呵   | 呻   |
| 意符 | 礻 | 祐   |      | 神   |

### 右が意符、左が音符
多い。
|      |    | 音符 | 音符 | 音符 |
| 工   | 交 | 吉   |      |      |
| ---- | -- | ---- | ---- | ---- |
| 意符 | 力 | 功   | 効   | 劼   |
| 意符 | 攵 | 攻   | 效   |      |
| 意符 | 頁 | 項   |      | 頡   |

### 上が意符、下が音符
多い。草 (艹 + 早)、雲 (雨 + 云)、宇 (宀 + 于) など。

### 下が意符、上が音符
多い。梨 (木 + 利)、斧 (斤 + 父)、想 (心 + 相) など。

### 外が意符、内が音符
構が意符の字は多い。園 (囗 + 袁)、閥 (門 + 伐)、衷 (衣 + 中)、術 (行 + 朮) など。

### 内が意符、外が音符
少ない。聞 (耳 + 門)、齋 (示 + 齊)、辯 (言 + 辡)、疆 (土 + 彊)、衡 (角 + 大 + 行) など。

### 一隅が意符、三隅が音符
非常に少ない。修（彡 + 攸）、磨（石 + 麻）、雇（隹 + 戸）など。

### 三隅が意符、一隅が音符
繞や垂が意符の字は多い。遠 (辶 + 袁)、病 (疒 + 丙)、趣 (走 + 取) など。

## 造字法の変遷
漢字やヒエログリフなどの表意文字において、形声文字は仮借の発展によって必ず発生する。仮借とは、ある語を表記するのに、その語と同音ないしは近音の語を表記する文字を用いる表音文字的な用法である。この仮借の発展は表記できる語を大幅に増やしたのと同時に、一字の表す語が増えすぎて読者に混乱を招いたので、文字に意味を限定する記号を加え、表す語を明確にした。これが形声文字のはじまりである。
後世では、新しい言葉がうまれると、形声によって新しい文字を作った。

## 字書での扱い
字書では、意符を部首とする場合が多い。例えば、
- 「銅」は意符「金」と音符「同」から成るので金部に属する
- 「雲」は意符「雨」と音符「云」から成るので雨部に属する

といった具合である。ただし意符が部首にないなどの場合はこの限りではない。例えば、
- 意符「光」と音符「軍」から成る「輝」は、「光」が康熙字典や現在一般的な漢和辞典の部首にないので便宜的に車部に入れられているが、龍龕手鑑では「光部」が立てられ「輝」がそこに属していた。